# 今生物学
今生物学，又名現生生物學，是生物學的一個重要分支。它與古生物學相反，研究的是現存生物。
它和古生物學的分界線並不固定。如當有拉撒路物種出現時，一個物種全部滅絕的分類就會進入今生物學的研究範疇之內。實際上很多“已滅絕”的物種可能還有存在個體，只是沒有被人類發現。而一些物種是在近現代滅絕的，所以仍有可能算入今生物学的研究範圍。